# Sémillon
Il Sémillon  è un vitigno francese a bacca bianca.
Insieme ai vitigni sauvignon blanc e muscadelle è utilizzato per produrre vini bianchi, spesso dolci come il Sauternes, Monbazillac o il Loupiac. Il sémillon è tra i vitigni più predisposti ad accogliere la muffa nobile originata dal Botrytis cinerea, fungo microscopico che permette una concentrazione naturale degli zuccheri dell'uva.

## Origine e ripartizione geografica

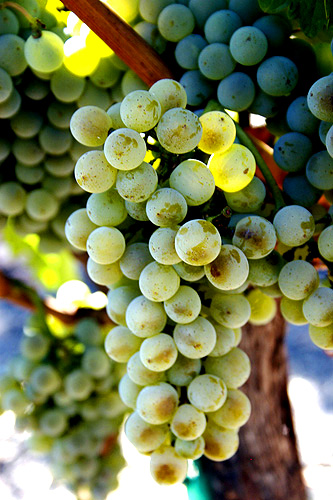
Uve mature Sémillon che crescono in una cantina nella Napa Valley AVA.

Di origine incerta la produzione oggi è in netto calo in Francia, dove viene coltivato per lo più nella Gironda e nella Dordogna. Al di fuori della Francia si trova in Sudafrica, Cile, Australia Nuova Zelanda e Argentina, dove é assemblato con uve quali sauvignon blanc per produrre vini bianchi profumati. Sebbene una volta fosse considerato uno dei vitigni più diffusi al mondo (era coltivato anche in Italia), ora la sua produzione è in calo un po' ovunque.

## Viticoltura
Il Sémillon è un vitigno di facile coltivazione che produce costantemente da sei a otto tonnellate di uva per acro dalle sue vigorose viti. L'uva matura presto, quando, nei climi più caldi, assume una tonalità rosata. Poiché l'uva ha una buccia sottile, c'è anche il rischio di scottature nei climi più caldi; è più adatto alle zone con giornate soleggiate e notti fresche.
I vini Sémillon sono piuttosto pesanti, con bassa acidità e una struttura quasi oleosa. Ha una resa elevata e i vini che ne derivano possono invecchiare a lungo. Insieme al Sauvignon blanc e al Muscadelle, il Sémillon è una delle sole tre varietà di vino bianco approvate nella regione di Bordeaux.